# Claveciterio

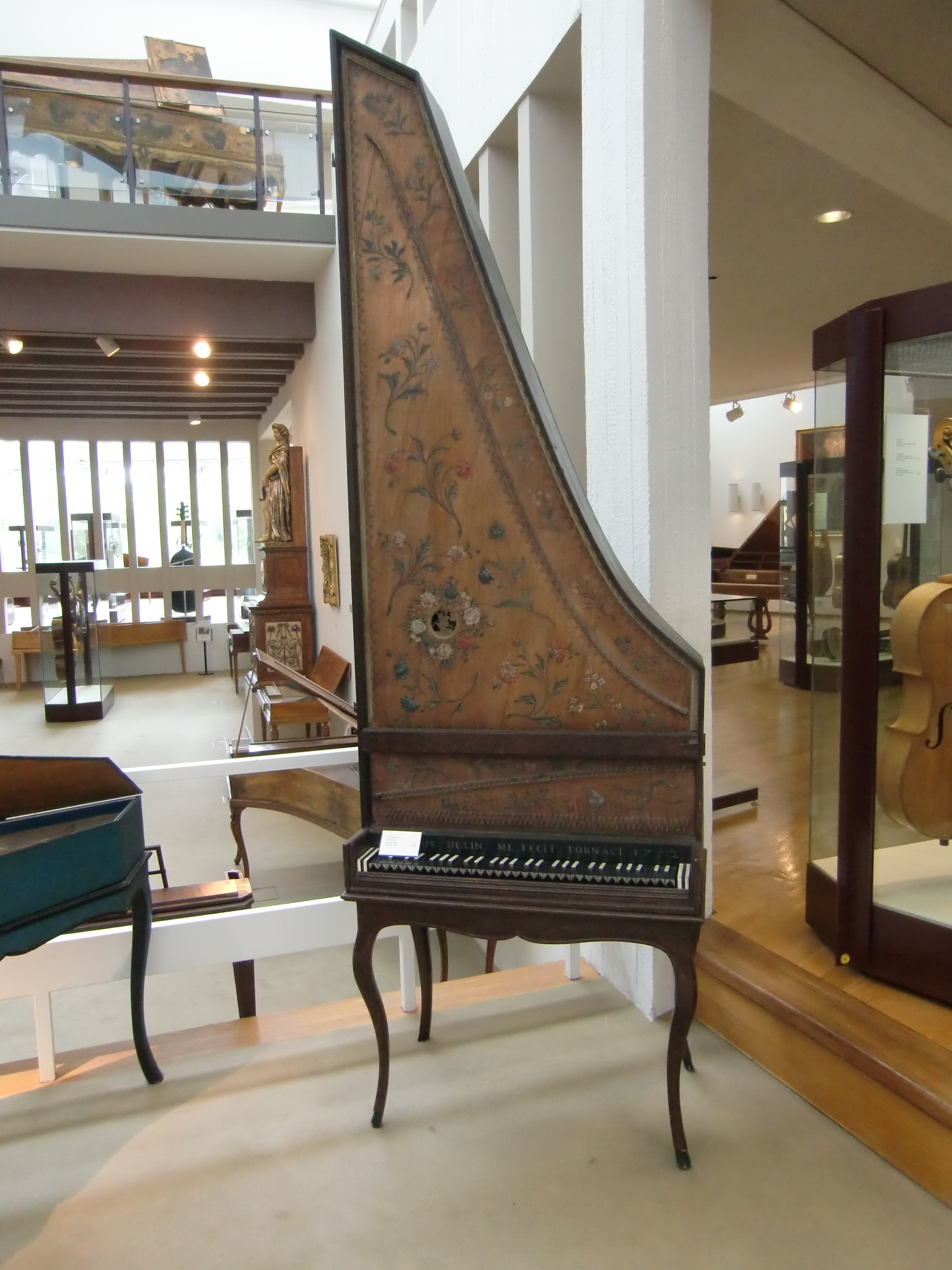
Clavicytherium de 1752 par Albert Delin - Berlin, Musikinstrumentenmuseum

O claveciterio (do Latim clavicytherium) é um instrumento musical de cordas tangidas e teclado, cuja caixa de ressonância é semenlhante a do cravo, porém verticalmente. Portanto, se trata de de um cravo vertical. Por causa do instrumento ocupar pouco espaço, eram amplamente utilizados nos séculos XVII e XVIII.